# Castello di Radi
Il castello di Radi di Creta è un edificio storico, già fortificato, situato a Radi, frazione di Monteroni d'Arbia, nella provincia di Siena, in Toscana.

## Storia
Situato in posizione dominante su di un colle a difesa di Siena lungo la via Francigena, lo si trova citato già in documenti del X secolo. Dal 1271 vi risiedeva un podestà inviato da Siena, ed a quell'epoca la fortificazione aveva quattro torri di avvistamento, di cui oggi restano le tracce solo di due di esse, alle entrate nord e sud del borgo. Nel 1365 fu attaccato da John Hawkwood, che lo incendiò, e di nuovo venne distrutto nel 1393 dai nemici Fiorentini.
Dopo la caduta di Siena divenne l'edificio padronale di un ampio insediamento agricolo, venendo via via ristrutturato come villa. Si sa che dal XVII secolo fu dei Bichi Ruspoli, e verso il 1770 Carlo Metello di questa famiglia diede sostanzialmente alla proprietà l'aspetto attuale.

## Descrizione

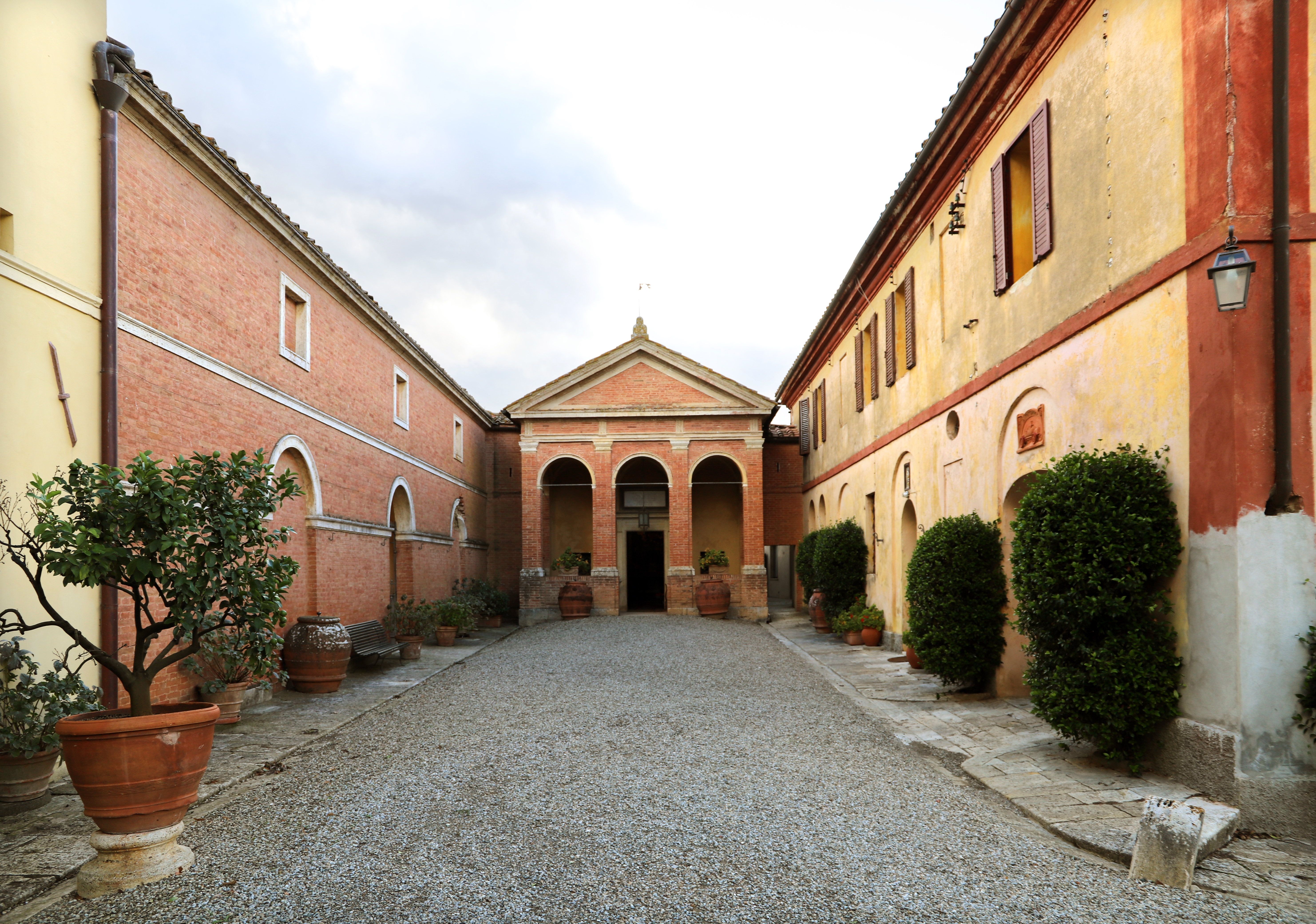
La cappella

Ciò che rimane della struttura del castello, trasformato in villa, si trova sulla sommità della collina del borgo di Radi, sovrastante le abitazioni attorno al "pozzo di Radi" e la chiesa di San Pietro Apostolo. Cinto di mura, vi si accede attraverso una cancellata che immette in una corte con un pozzo in pietra decorato della armi Bichi Ruspoli.
La villa vera e propria si compone di tre corpi principali attorno al cortile: uno di servizio con limonaia, a nord, una cappella settecentesca al centro e, raccordato da una loggetta, l'edificio padronale a sud, affacciato sull'altro lato su un giardino a terrazze.